# Jusséin Gakàiev
Jusséin Vahàievitx Gakàiev (en txetxè: Гакин Вахин кIант Хьусайн; 8 de juliol 1970, Elistànja, districte de Vedenó — 24 de gener 2013, districte de Vedenó) un dels líders dels separatistes Txetxens, General de Brigada Guàrdia Nacional de Itxkèria. El 2006 (després de la mort dels anteriors emirs) va exercir com a comandant adjunt de la Brigada Islàmica «Jundul·làh». Des de 2006, fou comandant del sector de Xalí del Front Oriental de les Forces Armades d'Itxkèria, aleshores formà part de l'estructura de l'organització Emirat del Caucas.